# Leadenhall Market
Leadenhall Market er et overdækket marked, der ligger på Gracechurch Street i London. Der er adgang til markedet med bil via Whittington Avenue mod nord og Lime Street mod syd og øst, og der er adgang for gående fra en række små gågader.
Det er et af de ældste markeder i London og kan føres tilbage til 1300-tallet. Det ligger i den historiske del af City of Londons finansdistrikt.
Leadenhall Market er blevet brugt under indspilningerne af en række film. I Harry Potter og De Vises Sten (2001) blev det brugt som kulisse til området omkring Den Utætte Kedel og Diagonalstræde. Det blev også brugt i The Imaginarium of Doctor Parnassus, Hereafter, Brannigan og Love Aaj Kal. Det britiske synthpopband Erasure indspillede dele af musikvideoen til deres sang "Love to Hate You" (1991) i Leadenhall Market.